# Copa de las Comoras
La Copa de las Comoras es un torneo de fútbol a nivel de clubes de Comoras, se disputa desde 1982 y es organizada por la Federación Comorense de Fútbol.

## Formato
Se juega bajo un sistema de eliminación directa y pueden participar todos los equipos del país.
El equipo campeón obtiene la clasificación a la Copa Confederación de la CAF.

## Palmarés
| Temporada | Campeón                         | Resultado        | Finalista                  |
| --------- | ------------------------------- | ---------------- | -------------------------- |
| 1979–80   | Étoile du Sud de Foumbouni      |                  |                            |
| 1980–81   | Desconocido                     | Desconocido      | Desconocido                |
| 1981–82   | Desconocido                     | Desconocido      | Desconocido                |
| 1982–83   | Coin Nord de Mitsamiouli        | –                |                            |
| 1983–84   | Volcan Club de Moroni           | –                |                            |
| 1984–85   | Coin Nord de Mitsamiouli        | –                |                            |
| 1985–86   | Union sportive de Séléa         | –                |                            |
| 1986–87   | Coin Nord de Mitsamiouli        | –                |                            |
| 1987–88   | Desconocido                     | Desconocido      | Desconocido                |
| 1988–89   | Coin Nord de Mitsamiouli        | –                |                            |
| 1989–90   | Desconocido                     | Desconocido      | Desconocido                |
| 1990–91   | Gombessa Sport                  | –                |                            |
| 1991–92   | Papillon Bleu                   | 1 – 0 (t.e.)     | Gombessa Sport             |
| 1992      | Faigaffe Club                   | –                | US Zilimadjou              |
| 1993–1994 | Desconocido                     | Desconocido      | Desconocido                |
| 1994–95   | US de Zilimadjou                | 2 – 1            | Étoile d'Or Mirontsy       |
| 1995–96   | Esperance Sportive de M'djoiezi |                  |                            |
| 1996–97   | Gombessa Sport                  |                  |                            |
| 1997–98   | US de Zilimadjou                | 2 – 0            | Apache Club de Mitsamiouli |
| 1999–2004 | Desconocido                     | Desconocido      | Desconocido                |
| 2004–05   | Élan Club de Mitsoudjé          | –                |                            |
| 2005–06   | Volcan Club de Moroni           | –                |                            |
| 2006–07   | Chirazienne FC                  | 0 – 0 (4-1 pen.) | Gombessa Sport             |
| 2007      | JAC Mitsoudjé                   | 5 – 4            | Étoile d'Or Mirontsy FC    |
| 2008–09   | AJS Mutsamudu                   | 1 – 0            | Gombessa Sport             |
| 2009      | Apache Club de Mitsamiouli      | 3 – 0            | Fomboni FC                 |
| 2010–11   | Coin Nord de Mitsamiouli        | 1 – 1 (4-2 pen.) | Fomboni FC                 |
| 2011–12   | Étoile Polaire de Nioumamilima  | 1 – 1 (pen.)     | RC Barakani                |
| 2012      | Steal Nouvel de Sima            | 3 – 0            | Enfants des Comores        |
| 2013      | Enfants des Comores             | 2 – 0            | Nouvel Espoir de Wanani    |
| 2014      | Volcan Club de Moroni           | 3 – 0            | Enfants des Comores        |
| 2015      | Fomboni FC                      | 1 – 1 (5-4 pen.) | Ngaya Club de Mdé          |
| 2016      | Volcan Club de Moroni           | 1 – 1 (5-3 pen.) | Fomboni FC                 |
| 2017      | Ngazi Sport de Mirontsi         | 2 – 2 (4-3 pen.) | Volcan Club de Moroni      |
| 2018      | Miracle Club de Bandrani        | 3 – 3 (4-3 pen.) | Ngazi Sport de Mirontsi    |
| 2019      | Yakélé Sport de Mutsamudu       | 1 – 1 (4-3 pen.) | Élan Club de Mitsoudjé     |
| 2020      | US Zilimadjou                   | 2 – 0            | Ngazi Sport                |
| 2021      | Olympique de Missiri            | 3 – 1            | FC Ouani                   |
| 2022      | Gombessa Sport                  | 4 – 1            | Alizé Fort                 |
| 2023      | Djabal Club                     | 0 – 0 (4-2 pen.) | Belle Lumière              |
| 2024      | Alizé Fort                      | 0 – 0 (3-2 pen.) | Etoile du Centre           |

## Títulos por club
| Club                            | Campeón | Años campeón                 |
| ------------------------------- | ------- | ---------------------------- |
| Coin Nord de Mitsamiouli        | 5       | 1983, 1985, 1987, 1989, 2011 |
| Volcan Club de Moroni           | 4       | 1984, 2006, 2014, 2016       |
| Gombessa Sport                  | 2       | 1991, 1997                   |
| US de Zilimadjou                | 2       | 1995, 1998                   |
| Étoile du Sud de Foumbouni      | 1       | 1980                         |
| Papillon Bleu                   | 1       | 1992                         |
| Élan Club de Mitsoudjé          | 1       | 2005                         |
| AJS de Mutsamudu                | 1       | 2009a                        |
| Apache Club de Mitsamiouli      | 1       | 2009                         |
| Étoile Polaire de Nioumamilima  | 1       | 2012                         |
| Fomboni FC                      | 1       | 2015                         |
| Union sportive de Séléa         | 1       | 1986                         |
| Faigaffe Club                   | 1       | 1992                         |
| Esperance Sportive de M'djoiezi | 1       | 1996                         |
| Chirazienne FC                  | 1       | 2007a                        |
| JAC Mitsoudjé                   | 1       | 2007                         |
| Steal Nouvel de Sima            | 1       | 2012                         |
| Enfants des Comores             | 1       | 2013                         |
| Ngazi Sport de Mirontsi         | 1       | 2017                         |
| Miracle Club de Bandrani        | 1       | 2018                         |
| Yakélé Sport de Mutsamudu       | 1       | 2019                         |